# Acmadenia wittebergensis
Acmadenia wittebergensis är en vinruteväxtart som först beskrevs av Robert Harold Compton, och fick sitt nu gällande namn av I. Williams. Acmadenia wittebergensis ingår i släktet Acmadenia och familjen vinruteväxter. Inga underarter finns listade i Catalogue of Life.